# Diaspidiotus piceus
Diaspidiotus piceus är en insektsart som först beskrevs av Sanders 1904.  Diaspidiotus piceus ingår i släktet Diaspidiotus och familjen pansarsköldlöss. Inga underarter finns listade i Catalogue of Life.